# Свинцово-цинковый комбинат (Кырджали)

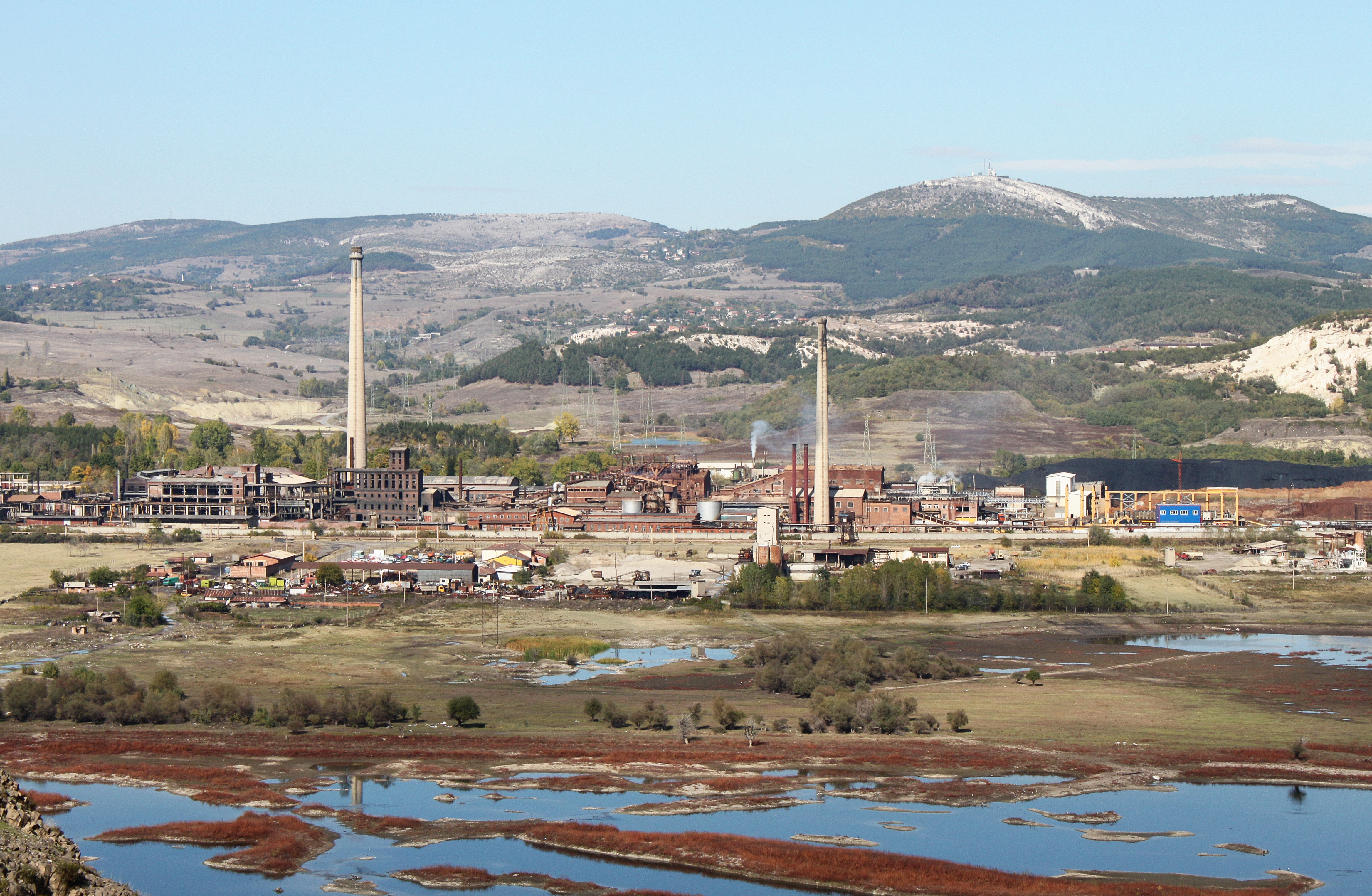
Свинцово-цинковый комбинат в последний год работы (2011)

Свинцо́во-ци́нковый комбина́т в Кырджали (СЦК Кырджали, болг. ОЦК Кърджали) — крупное предприятие цветной металлургии на юге Болгарии. После пуска комбината город стал важным центром цветной металлургии в Болгарии. В настоящее время не работает.

## История
Комбинат построен по проекту Государственного института по проектированию предприятий цветной металлургии («Гипроцветмет») и введён в эксплуатацию в августе 1955 года. Первая плавка цинка получена 5 сентября 1955 года, первый свинец получен три месяца спустя, завод также выпускал серебро, золото и другие металлы. Рабочие комбината прошли обучение на заводе «Электроцинк» в Орджоникидзе, городе-побратиме Кырджали. В лучшие годы на предприятии работало до 2 тысяч человек, СЦК Кырджали был крупнейшим предприятием цветной металлургии в НРБ.
До 1990 года комбинат являлся государственным предприятием и входил в перечень «100 туристических объектов Болгарии».
При переходе к рынку в Болгарии осуществлялась приватизации в виде права сотрудников на получение доли в производстве, 880 трудящихся стали совладельцами предприятия РМД «ОЦК-98» (рабоче-менеджерское общество «Свинцово-цинковый комбинат» 98). В результате цепочки сделок, предприятие оказалось в собственности компании «Интертраст» Валентина Захариева.
В 2011 году начались задержки зарплат, протестовали рабочие. В марте 2012 года с коллективом встречался болгарский премьер-министр Бойко Борисов, обещал рабочим спасти завод. Он, в частности, сказал:
|                          | Днес обявяваме, че този завод ще работи поне още 50 години, и тогава пак ще ме поканите да го спасяваме. Надявам се още в следващите дни да започне изграждането на новия завод. Положихме много усилия да се запази този завод, ултимативно съм разговарял с банкерите. |  | Сегодня мы объявляем, что этот завод будет работать ещё по меньшей мере 50 лет, и тогда вы снова меня пригласите его спасать. Надеюсь, уже в ближайшие дни начнётся строительство нового завода. Мы положили много усилий, чтобы сохранить завод, я ультимативно разговаривал с банкирами. |  |
| Бойко Борисов в Кырджали | |  | |  |

В 2012 году завод не справился с выплатой долгов (около 350 млн левов) и был выкуплен компанией «Хармони 2012», которая объявила о планах строительства нового завода на той же площадке. В 2013 году сообщалось о проведении конкурса и о конкуренции между желающими строить новый металлургический завод — фирмах из Испании, Канады и Франции. За компанией «Хармони 2012», как считается, стоит банк FIB (First Investment Bank), которому и был должен комбинат.
Здания по большей части разрушены (в 2015-м в ходе работ по сносу одного из корпусов погиб экскаваторщик), в 2016-м взорваны заводские трубы (120 и 90 метров в высоту).
Новый цинковый завод «Хармони 2012» будет готов к концу 2021 года, он займётся переработкой «цинксодержащих материалов».

## Экология
За годы работы предприятия в почвах города и прилегающей местности (особенно к востоку от комбината) накопились значительные концентрации токсичных веществ (свинец, кадмий, сурьма, медь). Кадмий накапливался в тканях скота (через высокое содержание в растительности), в почках крупного рогатого скота содержание кадмия превышало норму в 8-10 раз. Также работа предприятия приводила к регулярным выбросам сернистого газа в концентрациях, превышающих предельную в два-три раза, в атмосфере наблюдались превышения по кадмию и свинцу, причём данные, по-видимому, целенаправленно занижались мониторинговой лабораторией.
Отмечается некоторое снижение концентрации свинца и кадмия в кормах в связи с прекращением работы комбината.